# ナイトメア・ファンク
『ナイトメア・ファンク』は、竹村洋平による日本の漫画作品。『ジャンプスクエア』（集英社）2014年8月号から2015年11月号まで連載された。

## あらすじ
新米刑事の来栖日和は人が殺される予知夢を見る能力を持っているが、漠然とした情報しか得られないため誰にも信じてもらえず、いつも後手に回ってしまい、一度も殺人を防げずに苦悩する日々を送っていた。そんなある日、日和は偶然出会った胡散臭い外国人・クラウス灰田が殺される夢を見る。必死で灰田を探し回った日和は、遂に彼が殺されるのを未然に防いだ。彼女の能力に興味を持った灰田は、自分のとある目的のためにパートナーとなってくれるよう願い出る。露骨に犯罪者臭のする灰田に協力するのを躊躇う日和だったが、人命には替えられず、やむなく彼と手を組む決意を固めるのだった。

## 登場人物

### 主要人物
来栖 日和（くるす ひより）
本作の主人公。角筈署捜査二課盗犯捜査係巡査。
殺人の予知夢を見る能力があり、「予知夢刑事」を自称し、本来の捜査そっちのけでそれを阻止すべく奔走するが、一度も防げた試しがなく、逆に「死神刑事」と揶揄されている。それに苦悩していたところ、その予知夢を信じてくれた上で初めて殺人を回避できた相手であり、優れた情報収集能力を持つ灰田と出会い、素性を怪しみながらもタッグを組むことになり、以来予知夢による殺人を回避できるようになった。
かなりの巨乳で、灰田からはしょっちゅうセクハラを受けている。予知夢の副作用として、おねしょをしてしまうのが悩みの種。
クラウス 灰田（クラウス はいだ）
国籍も素性も不明の外国人。
表向きは民間情報機関「パーフェクト・ワールド社」の調査員。しかし同社の実態は「裏CIA」と呼ばれ、スパイ活動や傭兵派遣などを行う諜報組織であり、彼も会社の発展の障害となる者を葬る殺し屋が本業であった。とある事情から社に狙われる身となった彼は復讐を決意し、そのパートナーとして、自分の命を救った日和を選ぶ。
女好きで口が達者でファンキーな、日和が苦手とするタイプ。その上、筋金入りのドSで、気に入らない悪党に対しておぞましい脅迫で脅したり、拷問にかけようと楽しむ生粋の鬼畜だが、時折妙な優しさを見せることもあり、根っからの悪人ではない様子。しかしその一方で酒が苦手な下戸。
ベーリング海から文字通り、裸一貫・無一文で日本に上陸してから、短期間で情報網の人脈を広げ、データ収集のための機材やアジトを確保するなどスパイとしては超一流だが、それをそろえるために恐喝・スリ・窃盗・住居侵入などの非合法な手段ばかり用いるので、日和は全幅の信頼を寄せきれないでいる。
当初はとあるマンションの空き室を勝手に拝借して暮らしていたが、“FBI捜査官”として来栖家に身を寄せることになる。また、寝る時は裸主義。
作者曰く、キャラデザインの参考は俳優のポール・ベタニー、フランツ・フェルディナンドのアレックス・カプラノス。

### パーフェクト・ワールド社
アメリカのワシントンDCに本社を構える巨大情報企業。「裏CIA」と呼ばれ、スパイ活動や傭兵派遣など、倫理も良識も徹底排除した経営方針で躍進しており、実質は死の商人に近い。
アビエル・ラザフォード
パーフェクト・ワールド社CEO。同社の暗部を知り過ぎている灰田の抹殺指令を下した。
ギルバート
パーフェクト・ワールド社幹部の黒人男性。慎重派で灰田の能力を熟知しているため、彼の暗殺が容易ではないことを主張している。
ゼラ
パーフェクト・ワールド社幹部。口調は軽薄だが冷酷な男。ギルバートとは対照的に、目的の為なら手段も世間の目も全く気にしない。
ミフィ ＆ トラーナ
灰田抹殺を狙うパーフェクト・ワールド社からの双子の刺客。武器は兵器製造部が開発した特殊鋼の糸。
寡黙で口枷を着けているのが妹のミフィ、好戦的でアイマスクを着けているが姉のトラーナ。
かつては東欧の裕福な商家の娘達で何不自由なく暮らしていたが、財産目当ての強盗に両親を殺され、妹を庇ったトラーナは強盗に両目を切りつけられて盲目になり、姉に匿われていたミフィはその現場を目撃したショックから無口になり、以来2人は娼館に売られて酷い扱いを受けてしまう。娼館をパーフェクト・ワールド社が壊滅させて以来、灰田の元で訓練を受けるようになり、灰田を「マスター」と呼んでいる。
来栖家襲撃の一件で、トラーナはパーフェクト・ワールド社に一時帰還、ミフィは日和に保護されて以来、灰田に続く居候の身となり、日向とは同世代で同じ妹同士として仲良くなってから次第に心を開き、彼女と同じ学校に通い始める。
チャーリー・ジェンキンズ
パーフェクト・ワールド社の殺し屋。リボルバータイプの拳銃を愛銃としている。
灰田の抹殺を依頼されるも、ミフィ & トラーナに殺されてしまう。
作者曰く、ミスターかませ犬で、キャラデザインは「『激突!』の主人公をうろ覚えでゴリラ化した感じ」。
ヴァル
ゼラの右腕にあたる存在。灰田と何らかの深い因縁を持つ。
テレンシア・アレクサンダー
故人。過去にパーフェクト・ワールド社に所属していたらしく、彼女の存在が灰田の離反の原因となった様子。
謎の影（仮称）
日和が予知夢で見た謎の人物。日和と似た予知能力を持つ存在で、灰田曰く「最後に殺すべき相手」。
その正体は「モイラ」と呼ばれる予知能力者で、テレンシアの娘。ゼラによって捕らえられ、その予知能力を利用されている。

### 角筈警察署
橘 桃吾（たちばな とうご）
日和の先輩。階級は警部補。日和に対して優しく、日和の相談に乗って彼女を慰めたり、車を貸したり等するが、日和に車を貸したその際に車が大破し、車通勤からバス通勤になった。
よく甘いものを食べている。
畑山（はたけやま）
日和の上司。階級は刑事課長。
殺人の予知夢を見る日和の身勝手な行動には常に悩まされている。よく頭髪の薄さを気にしていることから、「ハゲ山」と後ろ指を指されることがある。
米沢（よねざわ）
日和の同僚。髪をひとつにまとめたシニヨンヘアにふくよかな体型が特徴で、日和からは「米ちゃん」の愛称で呼ばれる。イケメンに弱く、橘と親しい日和に嫉妬することが多い。
真田（さなだ）
橘の部下。

### 黒龍（ヘイロン）
不法入国の外国人を元に構成された大陸系マフィアで、麻薬・武器密輸、殺人等のあらゆる犯罪を行うピラニア集団。構成員は左腕（ボスである成由は肩から左腕）に黒龍のタトゥーを入れており、傭兵あがりの者達も多く、その凶暴性は武闘派暴力団でも、もてあましていると言われる。角筈署襲撃の一件から、圧倒的な戦闘力を見せた灰田に興味を示し、狙いを定める。
成由 永司郎（なるよし えいじろう）
表向きは黒龍の金庫番を勤める公認会計士。その正体は組織を統括する冷酷非情なボス。
巌（イェン）
黒龍の一員。成由を「兄貴」と呼ぶ弟分で、「人面虎（レンメンフー）」の異名を持つ巨漢。組織随一の武闘派で、素手で人を殺すのが大好きという非常に残忍な性格。

### 来栖家
来栖 将馬（くるす しょうま）
日和の父。故人。生前は名警部として活躍しており、日和や橘から尊敬されている。
日和が予知夢で見た最初の被害者で、表向きでは事故死とされているが、実際は捜査中にある事件に巻き込まれて殉職。
来栖 日向（くるす ひなた）
日和の妹。中学生。しっかり者な性格で、料理・洗濯等の来栖家の主な家事を担っている。FBI捜査官として居候の身となった灰田のとんでもない発言で、彼と姉の関係を大きく誤解してしまう。
後に灰田に続き居候の身になったミフィとは、同世代で同じ妹同士の立場から彼女と仲良くなった。
来栖 日干（くるす ひぼし）
日和の祖母。何事にも動じない冷静な性格。
グリーバス
来栖家の飼い猫。日干と一緒にいることが多い。

### その他の人物
ビーム / ステファン・ヘイウッド
灰田の協力者で、凄腕のクラッカー。
過去にミフィに命を救われて以来、彼女に恋心を寄せている。自室はミフィの隠し撮り写真で満載な上、灰田との主な取り引きにミフィの笑顔や制服姿の写真などを条件に持ち掛けてくる故、灰田からもロリコンと呆れられている（但し、ビーム本人は一応否定している）。
盗撮グループ（仮称）
メンバー個人の名前は不明。町で見掛けたミフィと日向に目をつけ、盗撮目的で商店街の福引きと偽り来栖家を温泉へ招待し、女湯に入浴中の日和・日向・ミフィを盗撮するが、その企みに気付いたミフィとビームに成敗された。
メンバーはリーダー格と思われる奇抜なサングラスとモヒカンヘアが特徴の男、ピエロのお面を被った男の見るからに怪しい2人組に加え、ミフィの飛び蹴りで腹部に深手を負った男と髭を蓄えたバンダナの男がいる。武器も奇抜なものを武装している。

#### 日和の予知夢と関わる者達
戸崎 愛（とざき あい）
アイドルグループ「シーポリン」の元メンバー。愛称「ザキアイ」。
若手俳優と婚約しているが、裏では非常に性欲に奔放で、毎夜別の男性を次々と取り替え続けていた。火消しするべく、自身の秘密を知った中町田を執念深く狙うが、最後は灰田に成敗された。
普段はアイドルらしい可愛い顔つきだが、中町田を狙う時は日和も驚くほどの凶悪な顔つきに豹変する（日和曰く「化物」、中町田曰く「女は二つの顔を持つヤヌス」）。
中町田 彦吉（なかまちだ ひこよし）
山輪出版に勤めるフリーのカメラマン。週刊誌に愛の性欲を公表しようとしたため、彼女に命を狙われるが、日和や灰田の活躍で事なきを得る。
田戸原 勇命（たどはら ブレイブハート）
義理の父親である田戸原 善人（たどはら よしと）からの虐待に苦しむ生活を送る心を閉ざした少年。下の名前は俗にいうキラキラネームであるが、本人が気にしている様子は見られない。
猛犬に襲われそうだったところを灰田に助けられたことから、交流を持つようになるも、関心を示そうとしなかった。しかし義父に殴り殺されかけたところを灰田に救われ、彼の叱咤で心を開く。
その後、日和によって施設に送られ、義父は虐待で起訴されたことにより、刑務所に送致された模様。
ヤクザ二人組（仮称）
共に本名不明。「兄貴」と呼ばれるリーゼントヘアにスーツ姿の関西弁の男と、スキンヘッドに筋肉質の男の二人組のヤクザ。
日和の予知夢の被害者となる組員の一人を拷問にかけていたところで灰田と遭遇。スキンヘッドの男は灰田に瞬殺され、リーゼントの男は右腕を三節棍の如くへし折られた挙げ句、灰田のおぞましい脅迫に失禁し、日和に逮捕された。
再登場時は偶然街中で灰田を見かけて彼への復讐を企み、日向を人質にしようとするも、駆け付けたミフィに阻止された。また、リーゼントの男は灰田に折られた右腕がまだ完治していなかったが、今度はミフィによって左腕をへし折られた。
皆代 信太（みなしろ のぶた）
学習塾の講師。表向きは生徒や他の塾講師達から信頼される善良な塾講師で、生徒の一人だった立希の姉とも仲の良い関係にあった。
しかしその実態は講師という立場を利用し、立希の姉をはじめとする目につけた女性を「個人授業」と称して自宅（灰田曰く「良い家に住んでいる」）に招き、その女性に薬を使って乱暴した上、口止めに動画を撮って脅す卑劣漢。
仲間の男（本名不明）と共に姉の仇を討つために自分を付け狙う立希を強姦しようと本性を露わにするが、日和に阻止される。そして自宅を探った灰田によって仲間の男諸共、人里離れた山奥にある拷問器具が揃った謎の小屋に連れていかれ、拷問（灰田曰く「卒業式」）として植木鋏でパイプカットされかけ、その恐怖のあまりに豚の鳴き声を思わせる悲鳴をあげたが、その後の消息は不明。
迎 立希（むかい たつき）
ショートヘアでパンクファッションを着飾る中性的な外見かつ男勝りな女性。
皆代が講師を勤める塾の生徒だった姉が皆代に強姦されたショックで自殺し、姉から死に際に皆代の本性と危険性を知らされ、姉の仇討ちのために皆代を殺そうと執拗に付け狙うが、日和と灰田に阻止される。
かなり攻撃的な性格（灰田曰く「人間火炎瓶」）で、姉の仇を討つためなら手段を選ばず、クロスボウで皆代の殺害を試みるが、皆代と仲間の男に強姦されかけたところを日和に救われ、彼女の決死の説得で思いとどまる。

## 書誌情報
- 竹村洋平 『ナイトメア・ファンク』 集英社〈ジャンプ・コミックス〉、全4巻
  1. 2014年11月9日第1刷発行（11月4日発売[集 1]）、ISBN 978-4-08-880239-8
  2. 2015年3月9日第1刷発行（3月4日発売[集 2]）、ISBN 978-4-08-880321-0
  3. 2015年7月8日第1刷発行（7月3日発売[集 3]）、ISBN 978-4-08-880432-3
  4. 2015年11月9日第1刷発行（11月4日発売[集 4]）、ISBN 978-4-08-880509-2